# Miloslavov
Miloslavov este o comună slovacă, aflată în districtul Senec din regiunea Bratislava. Localitatea se află la altitudinea de 128 m deasupra n.m., se întinde pe o suprafață de 10,19 km2 și în 2017 număra 2.665 de locuitori.

## Istoric
Localitatea Miloslavov este atestată documentar din 1244.

## Demografie
| An:                | 1994 | 2004    | 2014     | 2024     |
| ------------------ | ---- | ------- | -------- | -------- |
| Număr de persoane: | 751  | 999     | 2134     | 6548     |
| Diferență:         |      | +33,02% | +113,61% | +206,84% |

| An:                | 2023 | 2024   |
| ------------------ | ---- | ------ |
| Număr de persoane: | 6078 | 6548   |
| Diferență:         |      | +7,73% |